# Premis del Sindicat Nacional de l'Espectacle de 1944
Els quarts Premis Nacionals de Cinematografia concedits pel Sindicat Nacional de l'Espectacle corresponents a 1943 es van concedir el 27 de juny de 1944. Es va concedir únicament a les pel·lícules i no pas al director o als artistes, i es va distingir per la seva dotació econòmica: un total de 2.100.000 pessetes, repartits en dos premis de 400.000 pessetes, quatre de 250.000 pessetes i tres de 100.000 pessetes. Algunes d'elles havien estat declarades "d'interès nacional".

## Guardonats de 1944
| Categoria | Premi       | Pel·lícula premiada               | Director                   |
| --------- | ----------- | --------------------------------- | -------------------------- |
| 1r. lloc  | 400.000 pts | El escándalo                      | José Luis Sáenz de Heredia |
| 2n lloc   | 400.000 pts | El clavo                          | Rafael Gil                 |
| 3r lloc   | 250.000 pts | Doce lunas de miel                | Ladislao Vajda             |
| 4t lloc   | 250.000 pts | Eloísa está debajo de un almendro | Rafael Gil                 |
| 5è lloc   | 250.000 pts | Orosia                            | Florián Rey                |
| 6è lloc   | 250.000 pts | El abanderado                     | Eusebio Fernández Ardavín  |
| 7è lloc   | 100.000 pts | Una herencia de París             | Miguel Pereyra             |
| 8è lloc   | 100.000 pts | Lola Montes                       | Antonio Fernández-Román    |
| 9è lloc   | 100.000 pts | Dora, la espía                    | Raffaello Matarazzo        |